# Filippo Maurizio di Hanau-Münzenberg
Filippo Maurizio di Hanau-Münzenberg (Hanau, 25 agosto 1605 – Hanau, 3 agosto 1638) fu conte di Hanau-Münzenberg.

## Biografia

### I primi anni
Filippo Luigi II era figlio del conte Filippo Luigi II di Hanau-Münzenberg e di sua moglie, Caterina Belgica di Nassau, figlia di Guglielmo il Taciturno.
Filippo Maurizio aveva sette anni quando venne chiamato a succedere al trono paterno e pertanto la corte imperiale di Vienna nominò sua madre quale sua unica tutrice sino a quando egli non avesse raggiunto la maggiore età.
I primi studi Filippo Maurizio li compì nei locali dell'ex monastero di Schlüchtern che il padre aveva riconvertito a scuola per poi passare a Basilea, Ginevra e Berlino.

### I conflitti con la madre per la successione
Nel 1626, quando Filippo Maurizio raggiunse i 25 anni di età (convenzione comune per dichiarare maggiorenne un regnante) egli intraprese subito un violento scontro con la madre, la contessa Caterina Belgica, la quale non era intenzionata a rinunciare al suo ruolo di tutrice ed ai benefici che ne conseguivano. Fu Filippo Maurizio in persona a interpellare la facoltà di giurisprudenza dell'Università di Marburg nel 1628 per porre fine a questo scontro famigliare che si risolse dando ragione al giovane regnante. Malgrado questo la madre non rinunciò mai ufficialmente al suo ruolo di tutrice.

### La Guerra dei Trent'anni
Nel frattempo si avvicinavano gli scontri che precludevano alla rovinosa Guerra dei Trent'anni di cui il territorio della contea patì molte sventure. Nell'autunno del 1631 una parte dell'esercito svedese si stava avvicinando alla città di Hanau su consiglio di Gustavo II Adolfo di Svezia il quale sapeva di trovare in Filippo Maurizio un valido alleato. Il re svedese nominò il conte Filippo Maurizio quale supremo comandante del reggimento svedese di stanza nelle sue terre anche se questa scelta non dovette essere delle più semplici per il giovane conte. Egli infatti era cosciente del fatto che il suo territorio si trovava entro i confini del Sacro Romano Impero ed ospitare un esercito formalmente "nemico" gli avrebbe attirato non solo le ire dell'Imperatore, ma avrebbe certamente portato allo svolgimento di pesanti scontri sul suo territorio che avrebbero messo in crisi l'economia locale e la sicurezza del suo popolo. D'altro canto però Filippo Maurizio sapeva che se non avrebbe ceduto alle richieste degli svedesi sarebbe stato detronizzato e la sua città sarebbe comunque stata occupata militarmente.
In questi scontri Filippo Maurizio perse due dei suoi fratelli, Enrico Luigi (1609 - 1632) e Giovanni Giacomo (1612 - 1636). Dopo aver preso personalmente parte alla Battaglia di Nördlingen del 1634 ed aver subito una pesante sconfitta da parte della fazione cattolica che appoggiava l'Imperatore, a Filippo Maurizio non rimase che la fuga. Egli con la sua famiglia ripiegò a Metz, Chalon e Rouen per poi passare ad Amsterdam, Nassau, L'Aia e infine Delft, nominando nel frattempo suo fratello minore Giovanni Giacomo quale reggente dei domini in sua assenza sino alla morte di questi nel 1636.
La cittadella fortificata di Hanau, tuttavia, rimase occupata sino al 1638 dal generale svedese Jakob von Ramsay in quanto essa si presentava come un valido punto di controllo per l'intera regione. Nel 1635-1636 Hanau subì l'assedio delle truppe imperiali comandate dal generale Lamboy che causò la fuga o l'uccisione di molti degli abitanti presenti in città. Dopo nove mesi di assedio, nel giugno del 1636, giunse l'esercito di soccorso inviato dal langravio Guglielmo V d'Assia-Kassel che liberò la città dagli imperiali (Guglielmo V d'Assia-Kassel aveva sposato Elisabetta Amalia, una delle sorelle di Filippo Maurizio). Nel 1637 Filippo Maurizio riuscì a riconciliarsi con l'Imperatore e fece ritorno in patria ove arrestò il generale Ramsay e recuperò il totale controllo dei suoi domini. Ramsay venne portato a Dillenburg ove morì dopo un anno e mezzo di prigionia a causa delle ferite sostenute negli scontri.

### La morte
Filippo Maurizio morì il 3 agosto 1638 e venne sepolto presso la tomba di suo padre nella chiesa di Santa Maria di Hanau. In vita egli fu un membro della Società dei Carpofori.

## Matrimonio e figli
Filippo Maurizio nel 1626 ad Hanau sposò la principessa Sibilla Cristina di Anhalt-Dessau, dalla quale ebbe i seguenti eredi:
- Mauritania Sibilla (2 novembre 1630 - 24 marzo 1631), sepolta nella chiesa di Santa Maria di Hanau. I suoi resti vennero traslati in una nuova bara nel 1879 in quanto la precedente era ormai marcita.
- Adolfina (31 ottobre - 22 dicembre 1631), battezzata il 4 dicembre 1631. Suo padrino fu il re Gustavo II Adolfo di Svezia il cui rappresentante, conte Reinhard di Solms, agì in sua vece presenziando alla cerimonia.
- Filippo Luigi III (1632-1641), erede del padre.
- Giovanni Enrico (3 maggio - 28 ottobre 1634, Metz), morto mentre la famiglia era in fuga nei Paesi Bassi a causa della guerra. La sua tomba venne posta nel 1638 nella chiesa di Santa Maria di Hanau per volere della madre.
- Eleonora Luisa Belgica (3 marzo 1636, Metz - nello stesso anno, L'Aia), sepolta a L'Aia.

## Ascendenza
|                                           |                                    |                                  | Genitori                              |  |  | Nonni |  |  | Bisnonni                            |  |  | Trisnonni                           |  |
|                                           |                                    |                                  |                                       |  |  |       |  |  | 8. Philipp III von Hanau-Münzenberg |  |  | 16. Philipp II von Hanau-Münzenberg |  |
|                                           |                                    |                                  |                                       |  |  |       |  |  | 8. Philipp III von Hanau-Münzenberg |  |  | 16. Philipp II von Hanau-Münzenberg |  |
|                                           |                                    | 17. Juliana zu Stolberg (= 13)   |                                       |  |  |       |  |  | 8. Philipp III von Hanau-Münzenberg |  |  |                                     |  |
| 4. Philipp Ludwig I von Hanau-Münzenberg  |                                    |                                  |                                       |  |  |       |  |  | 8. Philipp III von Hanau-Münzenberg |  |  |                                     |  |
|                                           |                                    | 9. Helena von Pfalz-Simmern      | 18. Johann II von Pfalz-Simmern       |  |  |       |  |  |                                     |  |  |                                     |  |
|                                           |                                    | 9. Helena von Pfalz-Simmern      | 18. Johann II von Pfalz-Simmern       |  |  |       |  |  |                                     |  |  |                                     |  |
|                                           |                                    | 9. Helena von Pfalz-Simmern      | 19. Beatrix von Baden                 |  |  |       |  |  |                                     |  |  |                                     |  |
| 2. Philipp Ludwig II von Hanau-Münzenberg |                                    | 9. Helena von Pfalz-Simmern      |                                       |  |  |       |  |  |                                     |  |  |                                     |  |
|                                           |                                    | 10. Philipp IV von Waldeck       | 20. Heinrich VIII von Waldeck         |  |  |       |  |  |                                     |  |  |                                     |  |
|                                           |                                    | 10. Philipp IV von Waldeck       | 20. Heinrich VIII von Waldeck         |  |  |       |  |  |                                     |  |  |                                     |  |
|                                           |                                    | 10. Philipp IV von Waldeck       | 21. Anastasia von Runkel              |  |  |       |  |  |                                     |  |  |                                     |  |
| 5. Magdalene von Waldeck                  |                                    | 10. Philipp IV von Waldeck       |                                       |  |  |       |  |  |                                     |  |  |                                     |  |
|                                           |                                    | 11. Jutta von Isenburg-Grenzau   | 22. Salentin VII von Isenburg-Grenzau |  |  |       |  |  |                                     |  |  |                                     |  |
|                                           |                                    | 11. Jutta von Isenburg-Grenzau   | 22. Salentin VII von Isenburg-Grenzau |  |  |       |  |  |                                     |  |  |                                     |  |
|                                           |                                    | 11. Jutta von Isenburg-Grenzau   | 23. Elisabeth von Hunolstein-Neumagen |  |  |       |  |  |                                     |  |  |                                     |  |
| 1. Philipp Moritz von Hanau-Münzenberg    |                                    | 11. Jutta von Isenburg-Grenzau   |                                       |  |  |       |  |  |                                     |  |  |                                     |  |
|                                           | 12. Willem I van Nassau-Dillenburg | 24. Johan V van Nassau-Siegen    |                                       |  |  |       |  |  |                                     |  |  |                                     |  |
|                                           | 12. Willem I van Nassau-Dillenburg | 24. Johan V van Nassau-Siegen    |                                       |  |  |       |  |  |                                     |  |  |                                     |  |
|                                           | 12. Willem I van Nassau-Dillenburg | 25. Elisabeth von Hessen-Marburg |                                       |  |  |       |  |  |                                     |  |  |                                     |  |
| 6. Willem I van Oranje                    | 12. Willem I van Nassau-Dillenburg |                                  |                                       |  |  |       |  |  |                                     |  |  |                                     |  |
|                                           |                                    | 13. Juliana zu Stolberg          | 26. Botho VIII zu Stolberg            |  |  |       |  |  |                                     |  |  |                                     |  |
|                                           |                                    | 13. Juliana zu Stolberg          | 26. Botho VIII zu Stolberg            |  |  |       |  |  |                                     |  |  |                                     |  |
|                                           |                                    | 13. Juliana zu Stolberg          | 27. Anna von Eppstein-Königstein      |  |  |       |  |  |                                     |  |  |                                     |  |
| 3. Catharina Belgica van Nassau           |                                    | 13. Juliana zu Stolberg          |                                       |  |  |       |  |  |                                     |  |  |                                     |  |
|                                           |                                    | 14. Louis III de Montpensier     | 28. Louis de Bourbon-Vendôme          |  |  |       |  |  |                                     |  |  |                                     |  |
|                                           |                                    | 14. Louis III de Montpensier     | 28. Louis de Bourbon-Vendôme          |  |  |       |  |  |                                     |  |  |                                     |  |
|                                           |                                    | 14. Louis III de Montpensier     | 29. Louise de Bourbon-Montpensier     |  |  |       |  |  |                                     |  |  |                                     |  |
| 7. Charlotte de Bourbon-Montpensier       |                                    | 14. Louis III de Montpensier     |                                       |  |  |       |  |  |                                     |  |  |                                     |  |
|                                           |                                    | 15. Jacqueline de Longwy         | 30. Jean IV de Longwy                 |  |  |       |  |  |                                     |  |  |                                     |  |
|                                           |                                    | 15. Jacqueline de Longwy         | 30. Jean IV de Longwy                 |  |  |       |  |  |                                     |  |  |                                     |  |
|                                           |                                    | 15. Jacqueline de Longwy         | 31. Jeanne d'Angoulême                |  |  |       |  |  |                                     |  |  |                                     |  |
|                                           |                                    | 15. Jacqueline de Longwy         |                                       |  |  |       |  |  |                                     |  |  |                                     |  |